# Pavo
Pavo, o Pavão, é uma constelação do hemisfério celestial sul. O genitivo, usado para formar nomes de estrelas, é Pavonis.
As constelações vizinhas, segundo as fronteiras modernas, são o Índio, o Telescópio, o Altar, a Ave-do-Paraíso e o Oitante.

## História

### Constelação

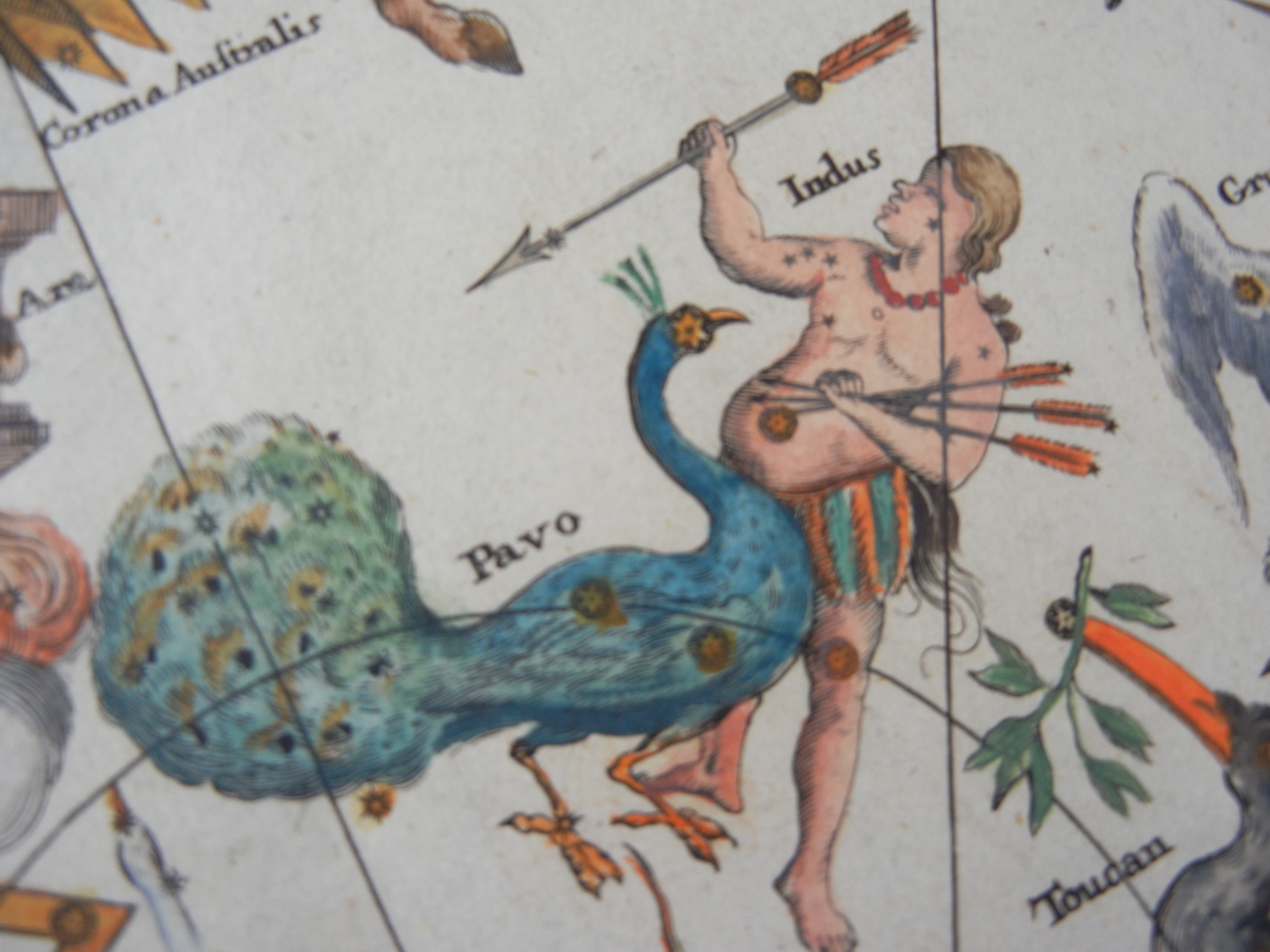
As constelações Pavo e Indus aparecem no mapa celeste do hemisfério sul de Johann Gabriel Doppelmayr na sua obra Atlas Coelestis de 1742

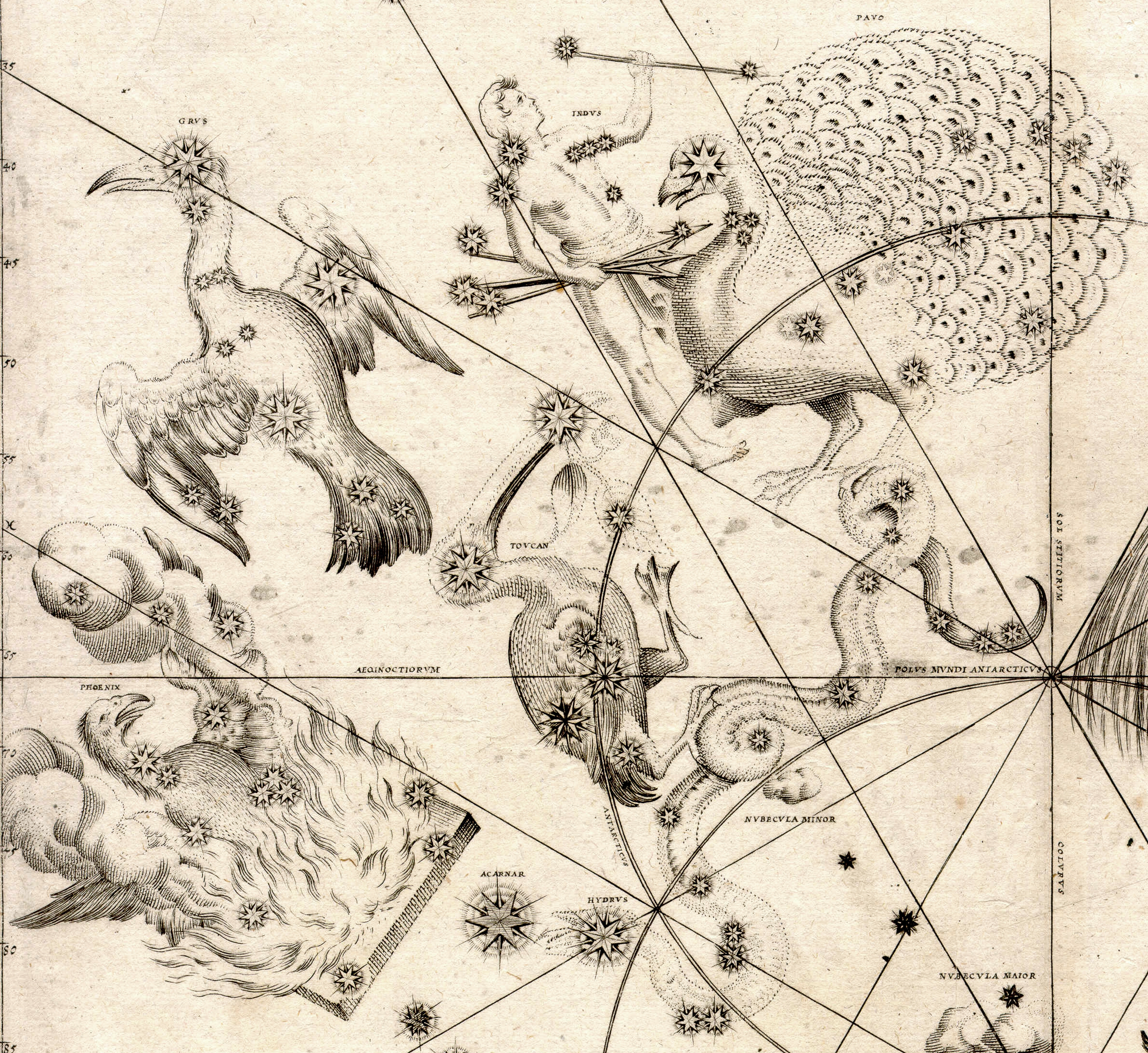
Pavo (acima, na direita), com as outras aves do sul em sua primeira aparição no atlas celeste Uranometria de Johann Bayer.

Pavo foi uma das doze constelações criadas pelo astrônomo holandês Petrus Plancius das observações do céu do hemisfério sul feitas pelos exploradores Pieter Dirkszoon Keyser e Frederick de Houtman, que navegaram na primeira expedição comercial holandesa, conhecida como Eerste Schipvaart, para as Índias. Apareceu inicialmente num globo celeste de 35 centímetros publicado em 1598 em Amsterdã por Plancius com Jodocus Hondius.
O primeiro registro desta constelação num atlas celeste foi feita pelo cartógrafo alemão Johann Bayer em sua obra Uranometria de 1603 De Houtman a incluiu em seu catálogo estelar no mesmo ano com o nome holandês De Pauww, "O Pavão".
Pavo e as constelações Phoenix, Grus e Tucana são chamadas de "pássaros do sul".
Um outro nome em latim para a constelação era Junonia Avis.

### Mitologia
O Pavão é uma das muitas constelações que homenageiam servos de Hera, deusa das bodas e rainha do céu no panteão grego.
Ave símbolo da deusa, o Pavão teria, segundo o mito, os "olhos" das penas da cauda vindos de Argos, um monstro de cem olhos incubido por Hera de vigiar Io, uma das amantes de  Zeus. [carece de fontes?]